# موت مدني

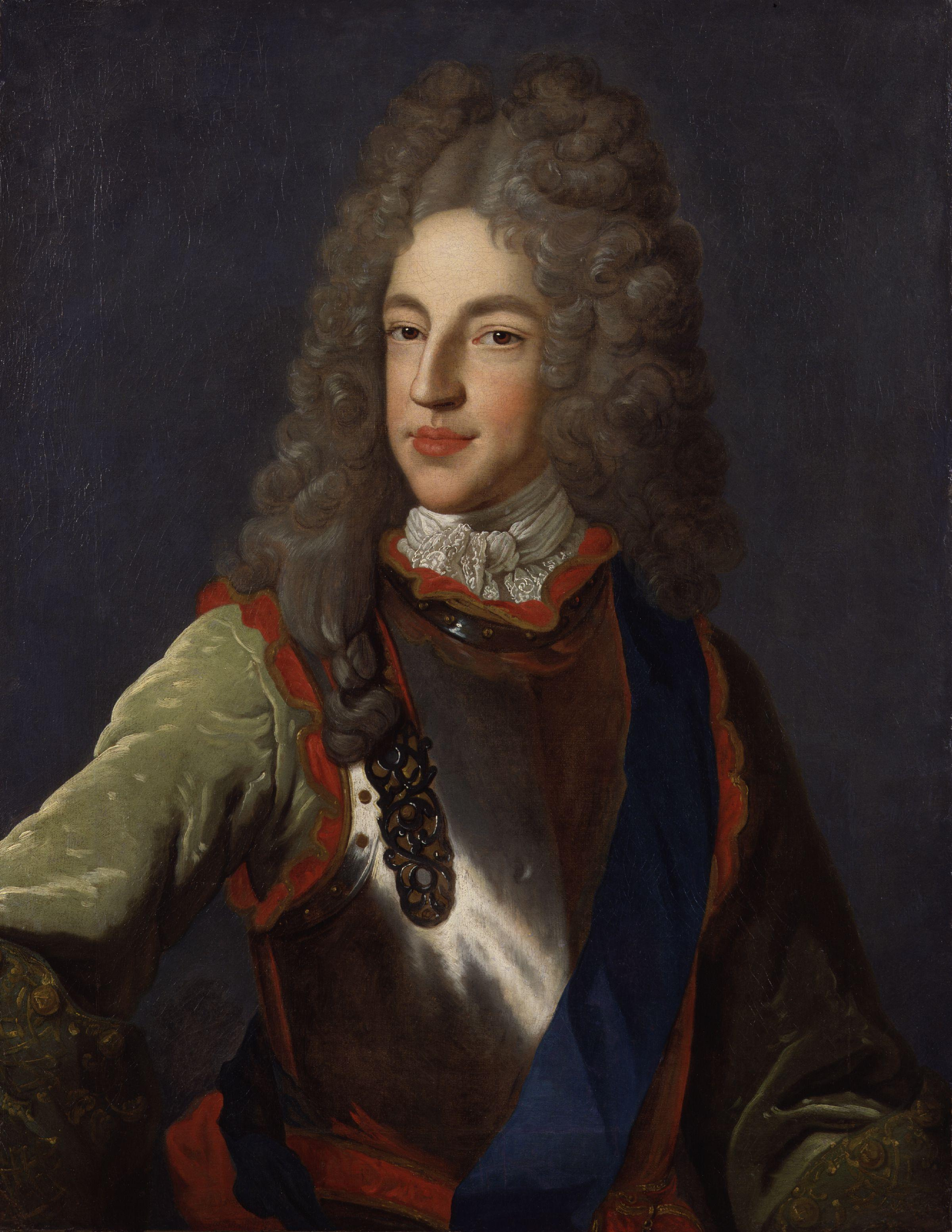

الموت المدني هو فقدان كل الحقوق المدنية تقريبًا من قبل شخص بسبب إدانته بجناية أو بسبب فعل من قبل حكومة بلد يؤدي إلى فقدان الحقوق المدنية. وعادة ما يتم توقيعه على الأشخاص المدانين بجرائم ضد الدولة أو البالغين الذين تقرر المحكمة أنهم غير مؤهلين قانونًا بسبب الإعاقة العقلية.
في أوروبا في العصور الوسطى، فقد المجرمون جميع الحقوق المدنية عند إدانتهم. غالبًا ما تؤدي هذه الوفاة المدنية إلى الموت الفعلي، حيث يمكن لأي شخص قتل وإصابة مجرم مع الإفلات من العقاب. في ظل الإمبراطورية الرومانية المقدسة، تمت الإشارة إلى الشخص الذي يُعلن موته مدنيًا باسم فوجلفري ويمكن حتى أن يُقتل لأنهم كانوا خارج القانون تمامًا.
تاريخيًا، كان الخروج عن القانون، أي إعلان شخص ما خارجًا عن القانون، شكلاً شائعًا من أشكال الموت المدني.
في الولايات المتحدة، يُطلق على نزع حق الاقتراع من حق التصويت شكلاً من أشكال الموت المدني، حيث يتعرضون لعقوبات تكميلية بشكل عام.

## روابط خارجية
- "Civil Death" . New International Encyclopedia. 1905. {{استشهاد بموسوعة}}: يحتوي الاستشهاد على وسيط غير معروف وفارغs: |HIDE_PARAMETER15=، |HIDE_PARAMETER13=، |HIDE_PARAMETER2=، |HIDE_PARAMETER21=، |HIDE_PARAMETER32=، |HIDE_PARAMETER30=، |HIDE_PARAMETER29=، |HIDE_PARAMETER14=، |HIDE_PARAMETER17=، |HIDE_PARAMETER20=، |HIDE_PARAMETER5=، |HIDE_PARAMETER19=، |HIDE_PARAMETER26=، |HIDE_PARAMETER3=، |HIDE_PARAMETER16=، |HIDE_PARAMETER4=، |HIDE_PARAMETER10=، |HIDE_PARAMETER25=، |HIDE_PARAMETER33=، |HIDE_PARAMETER31=، |HIDE_PARAMETER18=، |HIDE_PARAMETER24=، |HIDE_PARAMETER22=، |HIDE_PARAMETER11=، |HIDE_PARAMETER1=، |HIDE_PARAMETER23=، |HIDE_PARAMETER28=، |HIDE_PARAMETER27=، و|HIDE_PARAMETER12= (مساعدة)